# Iberis bernardiana
Iberis bernardiana är en korsblommig växtart som beskrevs av Dominique Alexandre Godron och Jean Charles Marie Grenier. Iberis bernardiana ingår i släktet iberisar, och familjen korsblommiga växter. Inga underarter finns listade i Catalogue of Life.